# 連続変調
連続変調（れんぞくへんちょう、英語: tone sandhi）とは、声調言語で起きる音韻的な変化で、各単語または形態素の声調が、隣接する単語または形態素の発音にしたがって変化することを指す。通常、連続変調は二方向性の声調を一方向に単純化する。連続変調は連音の一種である。
単に変調とも言う。

## 連続変調を持つ言語
連続変調は、ほとんどすべての声調言語である程度起きるが、変化のしかたは異なっている。音の高さが意味の違いに関与する声調言語は世界各地、とくにアフリカのニジェール・コンゴ語族や東アジアのシナ・チベット語族に存在する。ほかの東・東南アジアの言語であるタイ・カダイ語族やベトナム語・パプア諸語にも声調がある。中央アメリカのオト・マンゲ語族や北アメリカの一部の言語（カナダのブリティッシュ・コロンビアのアサバスカ諸語など）、ヨーロッパにも声調言語はある。
北アメリカとアフリカの声調言語の多くでは「統語的置換」がなされる。すなわち、ある声調が隣接する別の声調によって置き換えられる。通常この同化のプロセスは順行同化になる。例えば西アフリカのバントゥー語群では、アクセントのない音節の高さは直前の音節の高さと等しくなる。しかし、東アジアおよび東南アジアの連続変調は「範列的置換」のほうが普通であり、隣接する語または形態素にその声調が存在しているかどうかと無関係に、ある声調から別の声調に変化する。
中国で話される多くの言語には連続変調があり、そのうちにはきわめて複雑なものもある。閩南語（アモイ方言、台湾語など）は複雑な体系を持ち、後続する音節が存在するときに各声調が別の声調に変化する。どの声調に変化するかは、音節末子音に依存する。

台湾語の単独声調と連続変調の関係

台湾語には5つの声調があるが、入声（閉鎖音で終わる音節）では2つのみに減る（上表の4と8）。単語において、最後の1音節以外のすべての声調が変化する。入声以外では、声調1が7に、7が3に、3が2に、2が1に変化する。声調5は方言によって7または3に変化する。/p/・/t/・/k/ に終わる入声は互いに異なる入声に変化する（音声的にいうと、高から低に、低から高に変化する）が、声門閉鎖に終わる（上表では h と記されている）音節では音節末子音を失って声調2または3に変化する。
ミャオ語には7つないし8つの声調があり、いくつかの連続変調を示す。実のところ、ミャオ語の7番目の声調と8番目の声調の（きしみ声(-m)と低昇調(-d)の）区別に関する議論は、連続変調に関する問題である。高平調と高降調（ミャオ語のRPA正書法ではそれぞれ -b および -j で示される）の後ろに特定の声調の語が続くと連続変調を引きおこす。連続変調がよく起きるのは、数量詞構造（数詞 + 量詞 + 名詞）においてである。例： ib（一） tus（匹） dev（犬） → ib tug dev （量詞の声調が -s から -g に変わっていることに注意）。

## 連続変調ではない声調変化
連続変調は、条件がそろった場合には必ず発生する。連続変調を派生や屈折による声調変化と混同してはならない。例えば広東語で「糖」は「砂糖」を意味するときは低（降）調で tòng（/tʰɔːŋ˨˩/ または /tʰɔːŋ˩˩/）と発音するが、「飴」を意味するときは上昇調で tóng（/tʰɔːŋ˧˥/）と発音する。この声調変化は音韻的な環境によって発生するわけではないので、連続変調の例にはならない。普通話の軽声化も連続変調の例にはならない。
福建語（台湾語）では、kiaⁿ（高平調、「驚く」）と lâng（上昇調、「人」）の連続によって2つの異なる声調をもつ複合語が作られる。kiaⁿ に連続変調の規則を適用して、lâng はそのままにした場合（白話字では kiaⁿ-lâng と綴る）、「おどろくほど汚ない」「不潔な」という意味になる。これは基本的な連続変調の規則に従っている。しかし、kiaⁿ を元の高平調のままにして lâng を低平調にした場合（kiaⁿ--lâng と書かれる）、「おどろくべき」という意味になる。この派生プロセスは、kiaⁿ に lâng が続いたときに意味と無関係に自動的に起きる変化ではないため、やはり連続変調とは見なされない。

## 例

### アカン語
ガーナで話されるニジェール・コンゴ語族の言語であるアカン語は高・低2つの声調を持つ。低声調がデフォルトである。アカン語では、連続変調によって形態素境界にある声調が、第二形態素の第一音節の声調が第一形態素の最後の音節の声調に一致するように変化する。
例：
àkókɔ́ + òníní → àkókɔ́óníní （若い雄鶏）
ǹsóró + m̀má → ǹsóróḿmá （星）

### 中国語（普通話）
普通話にはいくつかの連続変調の規則がある。
第三声が2つ連続する場合、最初の第三声が第二声に変化する。例：你好（nǐ + hǎo → ní hǎo）
軽声は、ひとつ前の音節の声調によって異なる高さで発音される。
不（bù）は第四声だが、後ろに第四声が来る場合は第二声に変化する。例：不对（bù + duì → bú duì）
一（yī）は序数（ひとつめ）を意味するときは第一声である。例：第一个（dìyīgè）。基数の「1」を意味するときは、後ろに第四声が続くときは第二声に、それ以外の声調が続くときは第四声に変化する。例： 一个（yī + gè → yí gè）・一次（yī + cì → yí cì）・一半（yī + bàn → yí bàn）・一般（yī + bān → yì bān）・一毛 （yī + máo → yì máo）・一会儿（yī + huǐr → yì huǐr）。

### サポテク語
中央アメリカで話されるオト・マンゲ語族のサポテク語（または近い関係にある諸語）は高・中・低の3つの声調を持つ。この声調と形態素のクラスによって、中国語普通話よりももっと複雑な連続変調を行う。サポテク語の連続変調には主な2つの規則があり、次の順に適用される。
規則1（この規則はクラスBの形態素にのみ適用される）低声調は高または中声調の前では中声調に変化する。yèn nājō → yēn nājō （首を我々は言う）
規則2 中声調は低または中声調の前では高声調に変化する。ただし休止に先立たない形態素の末尾でのみ起きる。ẓīs gōlī → ẓís gōlī（古い棒）。

### ミシュテカ語モリーノス方言
おなじくオト・マンゲ語族のミシュテカ語モリーノス方言はさらに複雑な連続変調の体系を持つ。この言語には3つの声調（高・中・低。それぞれ1・2・3で表す）をもち、語根はすべて2音節である。したがって、語根の声調パターンは9種類ありえる。語根の声調をここでは2桁の数字で表す（高-低は13になる）。語根はまたクラスAとクラスBのいずれかに分類され、また動詞と非動詞に分かれる。この3つの要素に依存した多くの規則によって連続変調が決定される。規則の例をひとつあげるならば：
「基底声調31は、クラスBの語根の後ろに置かれたときに11に変化する。ただし32（クラスB'）の後ろでは変化しなくてもよい。クラスAの語根の後ろに置かれたときは変化しない。」
ža²ʔa²(B)（唐辛子）+ ži³či¹(A)（干した）→ ža²ʔa²ži¹či¹（干した唐辛子）